# Moment of Surrender
«Moment of Surrender» es una canción de la banda irlandesa de rock U2 y la tercera pista de su álbum de 2009 No Line on the Horizon. Durante las primeras sesiones de grabación para el disco en 2007 en Fez (Marruecos), el grupo compuso canciones junto a los productores Brian Eno y Daniel Lanois en unas horas. Juntos grabaron el tema en una sola toma; Eno consideró esto «la experiencia en el estudio más increíble que jamás [haya tenido]». Según él y Lanois, fue lo más cerca que la banda estuvo de aplicar su idea original para el álbum, la de crear «futuros himnos». Dura siete minutos aproximadamente y presenta un estribillo de estilo gospel, junto con un acompañamiento donde predomina el órgano y el piano. Su letra, por otra parte, trata sobre un drogadicto que atraviesa una crisis de fe.
«Moment of Surrender» recibió elogios de la crítica y muchos la consideraron una de las canciones más sobresalientes del álbum, en comparación con baladas anteriores del grupo como «With or Without You» y «One». U2 la tocó, salvo en dos conciertos, como canción de cierre de cada presentación de su gira U2 360° Tour. Durante estas presentaciones, se bajaban las luces del escenario e invitaban a los seguidores a alzar sus teléfonos móviles, para que el lugar se convirtiera en «la Vía Láctea». Pese a que nunca se publicó como sencillo, la revista estadounidense Rolling Stone la consideró la mejor canción de 2009 y en 2010 la colocó en el puesto 160 de su lista de las 500 mejores canciones de todos los tiempos.

## Grabación y composición

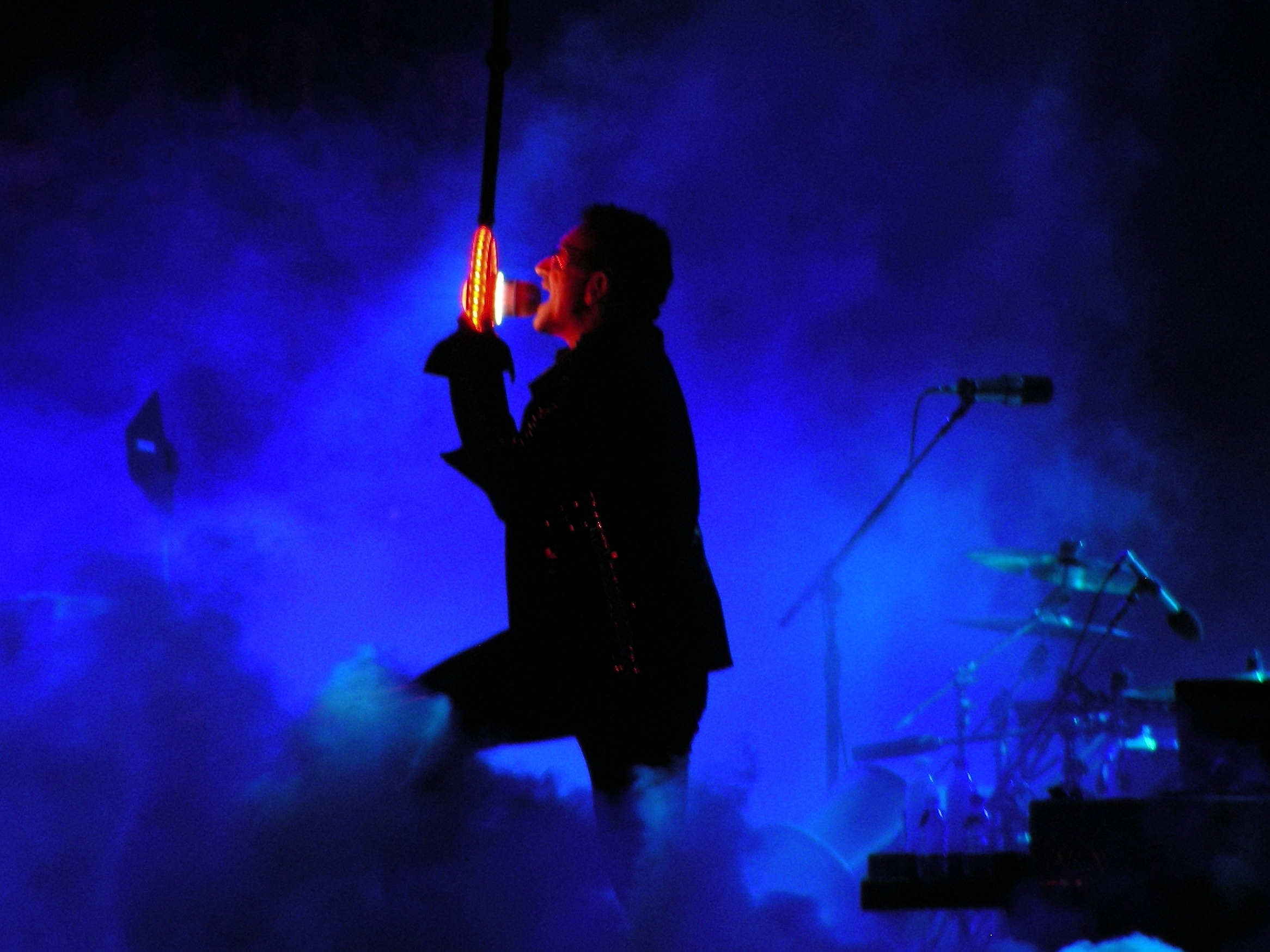
El cantante Bono usó el verso vision over visibility —en español, «visión sobre la visibilidad»— por primera vez en esta canción.

U2 compuso «Moment of Surrender» junto a los productores de No Line on the Horizon, Brian Eno y Daniel Lanois, durante dos semanas de sesiones de grabación en Fez (Marruecos), entre mayo y junio de 2007. En un par de horas dieron forma a la canción y la grabaron en una sola toma en un patio del Hotel Yacout. Eno comenzó creando un loop de percusión para que la banda tuviera algo sobre lo que improvisar cuando se unió al proceso de composición y grabación de canciones. Sin embargo, el productor no realizó bien el loop y el resultado fue un ritmo extraño e irregular, que comparó con «un carruaje con una rueda rota» o «la forma de moverse de un camello». Aunque Eno intentó mejorarlo, el baterista Larry Mullen Jr. comenzó a tocar siguiendo el compás del loop. A continuación, Eno le pidió al guitarrista The Edge que tocara algunos acordes, y tras una breve discusión acerca de los cambios de acorde y la métrica, en la que decidieron usar un «orden extraño» que no estuviera basado en «corcheas o semicorcheas», los seis improvisaron la canción en su totalidad.
Una vez que empezaron a tocar, el bajista Adam Clayton creó una línea de bajo, originalmente basada en la canción de Melle Mel «White Lines (Don't Don't Do It)», hasta que la cambió por una con más influencias del trance. El vocalista, Bono, creó algunas melodías y cantó sobre la música. Durante las sesiones de grabación, Bono se cansó de escribir las letras en primera persona y comenzó a hacerlo desde el punto de vista de personajes diferentes. Durante la composición de «Moment of Surrender», encarnó al personaje de un drogadicto que tiene una crisis de fe. El título del tema proviene del término de Alcohólicos Anónimos para la situación en la cual el adicto admite su impotencia. Bono había intentado usar con anterioridad la frase «vision over visibility» —en español, «visión sobre la visibilidad»—; sin embargo, fue en «Moment of Surrender» donde le pareció más adecuado emplearla. Eno consideró que la forma de cantar de Bono en la canción era «desgarradoramente angustiada y vulnerable» y que creaba un sentimiento similar a «un puñal [que se clava] en el corazón». Lanois contribuyó a la canción creando el estribillo con estilo gospel. El hi-hat irregular en la parte de batería se debe a que la batería electrónica de Mullen funcionó mal en la grabación. Eno se sorprendió por la habilidad de cada músico para tocar y crear sus partes sin instrucciones ni indicaciones. Tras finalizar la grabación, todos los que estaban presentes en el estudio, incluidos el personal de la producción y los visitantes, quedaron completamente en silencio y Eno sugirió que habían tenido «una aventura emocional de algún tipo». El productor consideró que la grabación fue «la experiencia en el estudio más increíble que jamás haya tenido» y que el «crescendo emocional» que se ve en la canción captura adecuadamente cómo se sintieron durante la improvisación.
La canción fue grabada en una única toma, con pequeñas modificaciones posteriores al añadir una parte de violonchelo en la introducción, e hicieron un poco de edición al eliminar una estrofa para reducir la duración. Eno se indignó cuando U2 quiso acortar el tema y pidió que no alteraran la canción original demasiado; al respecto dijo: «Estos jodidos muchachos, se supone que son espirituales y no reconocen un milagro cuando lo tienen delante. Nada como esto me pasó en el estudio en toda mi vida». Según Eno y Lanois, «Moment of Surrender» fue lo más cerca que la banda estuvo de lograr la idea que el grupo concibió para No Line on the Horizon, que era crear un álbum de canciones que fueran futuros himnos que se puedan tocar para siempre.

## Descripción
«Moment of Surrender» es interpretada en un compás de 4/4 con un tempo de 87 pulsaciones por minuto y una tonalidad de la mayor. La canción posee una estructura de estrofa-estribillo y comienza con un loop de percusión irregular, hasta que se escucha una parte de sintetizador con estilo ambient y entra la batería en el minuto 0:08. Luego, se puede escuchar una parte de violonchelo y el sintetizador sigue la progresión armónica de do-la menor-fa-do-sol-mi-si7. Al final de la progresión, cuando la canción lleva 47 segundos, la intensidad del sintetizador aumenta, antes de que comiencen las partes de órgano, bajo y piano. En el minuto 1:16, entra la voz de Bono, que canta un total de tres estrofas. Después del primer estribillo y de la segunda estrofa, que comienza en el minuto 2:59, The Edge toca un riff de guitarra. Tras el segundo estribillo comienza un interludio de piano, donde Lanois toca una pedal steel guitar. The Edge comienza un solo de guitarra con slide en el minuto 4:59, cuya técnica muchos críticos han comparado con la de David Gilmour de Pink Floyd. Después de finalizar el tercer estribillo en el minuto 6:11, la canción concluye con repeticiones de la frase oh-oh-ohhhh y una figura de guitarra.
Lanois mencionó que el tema tiene un «sonido canadiense» que era como un tributo a The Band y llamó a esta cualidad «sonido de Simcoe». Rolling Stone afirmó que la canción «fusiona un gospel al estilo The Joshua Tree con una línea de bajo hipnóticamente galopante y un ritmo sincopado». Los instrumentos predominantes en la canción son el órgano y el piano. Según PopMatters: «La producción Eno/Lanois es escasa y minimalista porque así debe ser; exagerándola, este sentimiento sentido de confesión hubiera parecido demasiado grandilocuente, como un beso íntimo entre dos personas que se aman proyectado en la pantalla JumboTron de un estadio». El sitio Plasticosydecibelios.com mencionó que la canción posee influencias de la música árabe, debido a que U2 vio cantar «a Parissa, la reina de la canción persa en el festival de Musica Sagrada» en junio de 2007, algo notorio en el verso to the rhythm that yearns —en español, «al ritmo que desea»—. En su sitio oficial, U2 pidió a sus seguidores que contaran qué significaba para ellos la canción, a lo que algunos contestaron que era «una epifanía» por su relación con el alcoholismo, «una gran idea para un tatuaje» y una canción de la cual uno «se puede enamorar». Mike Ragogna de The Huffington Post explicó sobre la canción:

«En [...] "Moment of Surrender", Bono canta sobre una pérdida de amor como si fuera la pérdida del Paraíso. It's not if I believe in love, but if love believes in me —en español: "No es si yo creo en el amor, es si el amor cree en mí"—; el "amor" es más grande que él o sus relaciones, sin él, admite, es casi como vivir en un "agujero negro" emocional. Una de las mejores imágenes visuales del tema es el verso I was punching in the numbers at the ATM machine, I could see in the reflection a face staring back at me —"estaba tecleando los números en el cajero automático, vi el reflejo de un rostro mirándome"—. Esto podría haberse reducido a una variante del viejo cliché de "mirarse en el espejo y no estar conforme con lo que se ve"; pero no es sobre lo que trata la canción. [...] Bono cierra la canción con el hook más profundo del estribillo, At the moment of surrender of vision over visibility, I did not notice the passers-by and they did not notice me —"En el momento de rendirme, de la visión sobre la visibilidad, no noté a los que pasaban y ellos no me notaron a mí"—, que parece describir los resultados de la rendición de la importancia que se da a sí mismo, un defecto humano que suele perderse por el camino».

## Recepción

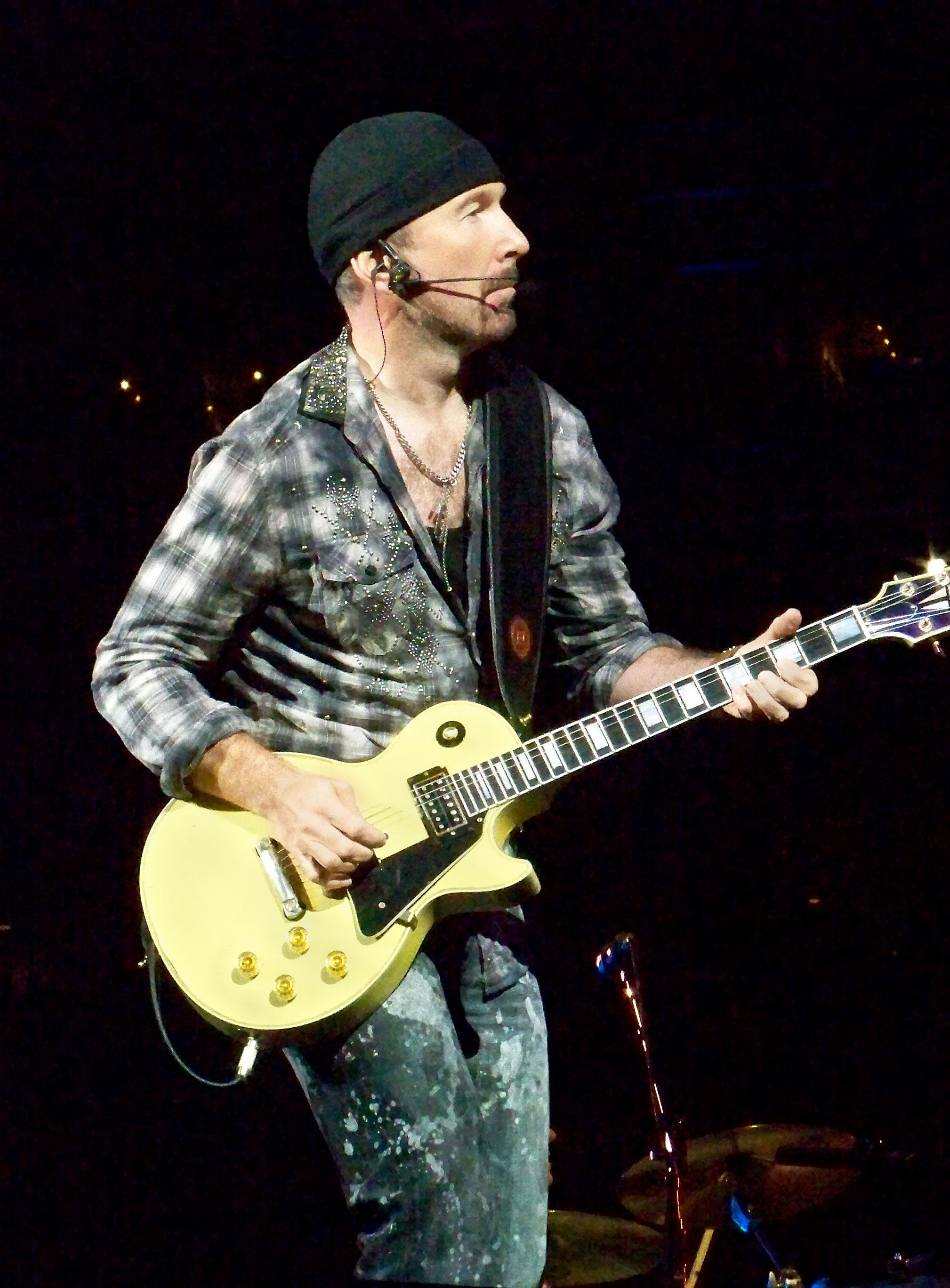
Algunos críticos compararon el solo de guitarra de The Edge con los de David Gilmour, guitarrista de Pink Floyd.

«Moment of Surrender» tuvo una buena recepción por parte de la crítica tras el lanzamiento de No Line on the Horizon. A David Fricke, de Rolling Stone, le agradó la canción y comentó: «El efecto de la armonía vocal que sube y baja alrededor de Bono [...] es una imagen perfecta de lo que realmente quiere ser, cuando llega al verso vision over visibility». Por su parte, Andy Greene, de la misma publicación, afirmó que es «quizás la mejor canción que compusieron en esta década». Blender la consideró uno de los puntos sobresalientes del álbum y la comparó con el sencillo de 1987 «I Still Haven't Found What I'm Looking For». Por otra parte, el crítico Rob Sheffield elogió la combinación de bajo, guitarra y voz, y la llamó «el tipo de himno que busca sonar divino que U2 tocaba en sus inicios, excepto que parece que han mejorado con estas canciones ahora que han adoptado una determinación de adulto amargado. Bono incluso suena asustado de algo en esta canción, y ya sea que sus pesadillas son religiosas o sexuales, el miedo le da peso a su voz». NME consideró que era la canción «más impresionante» del álbum y la describió como «una súplica hermosamente dispersa basada en la línea de bajo palpitante de Adam Clayton y el rugido fiero de Bono»; además, comentó que pese a sus siete minutos de duración, no parecía larga. Alexis Petridis de The Guardian fue más duro con la canción y dijo que «no tiene una melodía suficiente como para sostener siete minutos con un enfoque de gospel», una opinión que The Times compartió. Entertainment Weekly comentó que posee un «tiempo conmovedor».
Spin publicó una reseña favorable sobre el tema y lo llamó «una balada de soul sobre una celebridad en una encrucijada» y llamó al gospel de la canción «tanto atormentado como alegre». Mojo elogió la música de la canción y afirmó que estaba «adornada con interpretaciones soberbias» y que el «solo lánguido» de The Edge recordaba a los de David Gilmour, guitarrista de Pink Floyd. La revista Q compartió este punto de vista y elogió la forma de cantar conmovedora de Bono y el solo de The Edge: el crítico calificó el tema como «el "One" o el "With or Without You" de este disco, con algunos puntos extra agregados». The Washington Post llamó a la canción uno de los puntos sobresalientes del álbum y disfrutó del gospel; además, escribió: «Las armonías vocales de los estribillos suenan como algo similar a una iglesia en un mundo distópico y distante; el piano grogui y ligeramente desafinado ayuda a dar esa impresión». Hot Press dio también una reseña positiva sobre la canción; la llamó «arrolladora» y sugirió que «posee el mismo estilo espiritual que "Abraham, Martin & John" de Marvin Gaye». Si bien Time se mostró desfavorable hacia No Line on the Horizon, elogió a «Moment of Surrender» por su «melodía desgarradora», y su Oh-oh-oh recordó al crítico al final de «With or Without You». Tanto Bono como Daniel Lanois afirmaron que era su canción favorita del disco, y Brian Eno opinó que debería haber sido el primer sencillo del álbum. El músico Gavin Friday describió la canción como «Al Green con esteroides irlandeses» y el editor de Hot Press Nial Stokes la llamó «un clásico moderno de rock» que «será siempre una de las creaciones más inspiradoras de U2». The Phoenix afirmó además que «[U2] aún busca hacer que su música parezca algo en lo que uno puede meterse» y que «Moment of Surrender» era un ejemplo de esto. Paste Magazine dijo que «"Moment of Surrender" es nada más que un tema soñoliento con toques de gospel que parece sacado de Rattle and Hum». PopMatters la consideró «la mejor canción que U2 haya hecho en esta década», dado que se parece a «The Wanderer». Por su parte, la reseña de The Austin Chronicle comentó que la canción posee una «letra desquiciada».
El diario español El País la llamó «una canción que demuestra cómo la electrónica ha influido incluso a unos chicos tan rockeros como U2. El tramado de sonidos que se escuchan de fondo pueden evocar hasta al mismo Matthew Herbert. Eso sí, estos detalles no salvan el tema. En otras palabras, un grupo que ya parece más bien una marca, sólo necesita un par de dianas y un "desafío" tecnológico y técnico para volver a llenar los medios con su imagen». El sitio Sopitas.com lo consideró «un himno de más de siete minutos» y marcó que existen reminiscencias del tema «So Cruel». Por su parte, Mehaceruido.com mencionó que U2 rompió «sus propias reglas al hacer canciones largas» como «Unknown Caller» y «Moment Of Surrender». El sitio Plasticosydecibelios.com afirmó que «francamente, la canción es aburrida, con acordes muy manidos, con acordes donde justo se desprenden la limitaciones musicales de Eno». En su reseña, el sitio Uforia.com mencionó: «Canciones como "No Line on The Horizon", "Magnificent", "Moment of Surrender", "Stand up Comedy", "FEZ-Being Born" y "Breathe" muestran a un U2 en su mejor forma y como parte de un todo tan sólido que la voz de Bono no sería la misma sin la guitarra de Edge, la batería de Larry Mullen y el bajo de Adam Clayton, y todas las demás posibilidades cruzadas». Jeneisapop, por su parte, afirmó que «los 7:24 minutos de "Moment Of Surrender" son [...] innecesarios». El diario brasileño O Globo comparó la canción con los trabajos de Simple Minds, mientras que Cuchara Sónica llamó «épico» al tema y Chic coincidió con esta apreciación.
En cuanto a la crítica por parte de otros músicos, destaca la de Lars Ulrich (fundador de Metallica), quien en diciembre de 2009 seleccionó el álbum No Line on the Horizon para la revista Rolling Stone como uno de los 25 mejores discos de la década, y definió a "Moment of Surrender" como la mejor canción de la década.
Pese a que nunca se lanzó como sencillo, «Moment of Surrender» ingresó a las listas de dos países. En los Estados Unidos, la canción estuvo en el puesto 45 de la lista Adult Album Alternative de Mediabase durante la semana del 17 de noviembre de 2009. En Bélgica, figuró en la lista Ultratop 40 de la región Valona en el número 35 durante una semana.

## Interpretaciones en directo

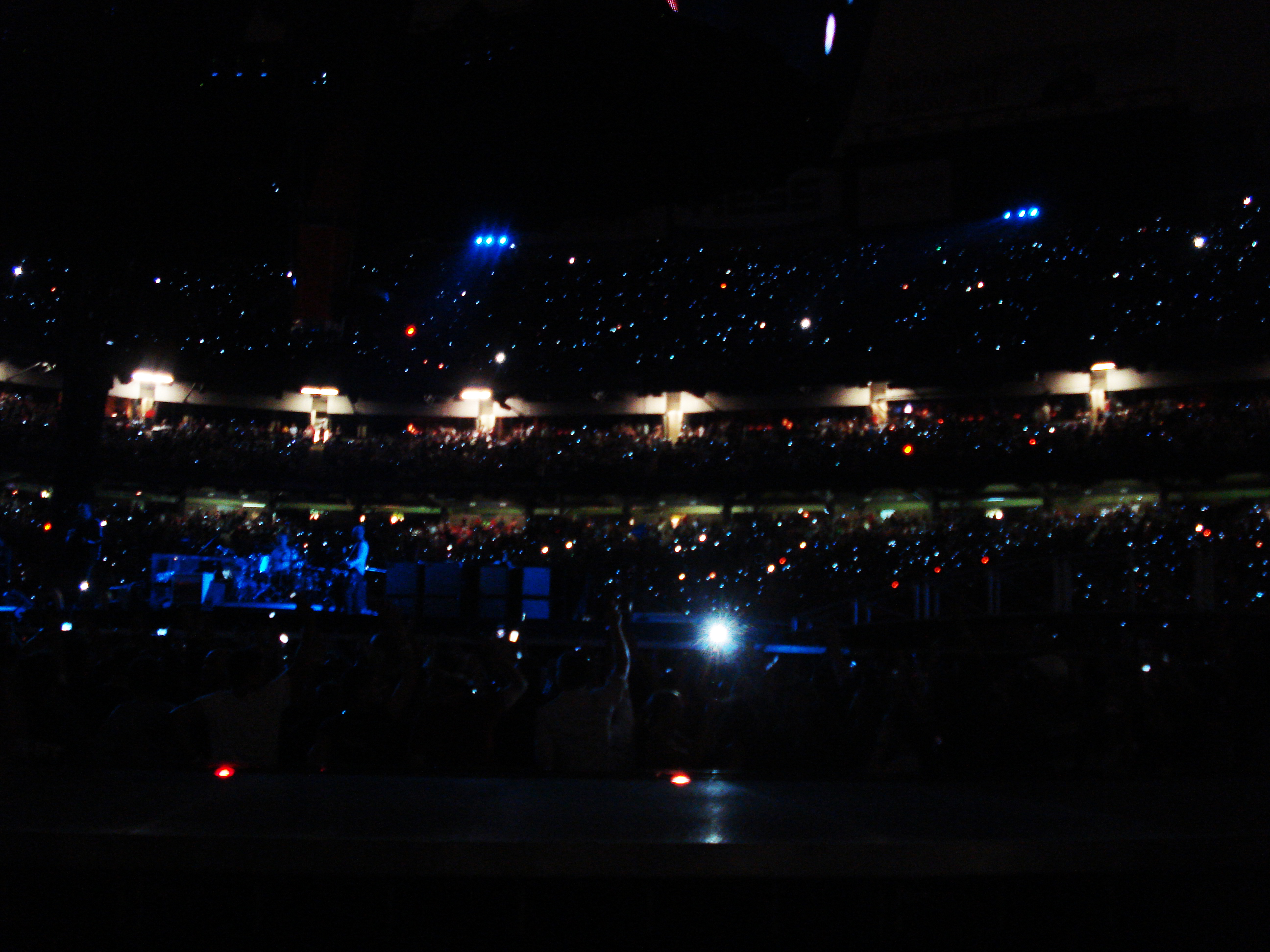
Durante las presentaciones en directo de la canción, Bono pedía al público que sacara sus celulares para crear una «Vía Láctea».

«Moment of Surrender» tuvo su debut en directo durante el encore del primer concierto de la gira U2 360° Tour en Barcelona (España), como canción de cierre. Desde entonces, U2 la tocó en casi todos los conciertos que le siguieron como último tema, excepto en dos de las presentaciones: una en Brisbane (Australia) el 9 de diciembre de 2010 y otra en Winnipeg (Canadá) el 29 de mayo de 2011. Antes de la interpretación de «Moment of Surrender», se bajaba una bola de espejos y se apagaban las luces del escenario, momento en el que Bono pedía al público que sacaran sus teléfonos móviles para que el lugar se convirtiera en «la Vía Láctea». Sobre el efecto visual, la revista Rolling Stone comentó que «hizo de veras que pareciera que el estadio llegaba al espacio exterior, con miles de luces de móviles que se volvían estrellas». The Daily Telegraph elogió la «galaxia de móviles» y comentó que, pese al escenario y los efectos visuales impresionantes, «la vista más hermosa fue cuando no podíamos ver [el escenario]». NME no estuvo conforme con el hecho de incluir el tema en el programa de los conciertos y cuestionó la idea de que fuera una canción idónea como tema de cierre. En el DVD de 2010 U2 360° at the Rose Bowl aparece una interpretación de «Moment of Surrender». En una reseña, Andrew Mueller de Uncut llamó a la canción «un cierre pésimamente elegido» y la consideró «demasiado larga y malograda». En concordancia con este punto de vista, en una reseña sobre una presentación en Chile, Laura Gamundi mencionó que «a pesar de su belleza pareció una mala elección para la despedida: en lugar de cerrar con los ánimos en alto, el final fue demasiado tranquilo. Tanto así que confundió a algunos fanáticos que esperaban una velada más larga». Otra reseña, de The Hollywood Reporter, llamó «gloriosa» a la interpretación del tema en el Angels Stadium, en Anaheim (California). En 2009, la banda tocó la canción en el estreno de la 35.º temporada de Saturday Night Live y en la Puerta de Brandeburgo para celebrar el vigésimo aniversario de la caída del muro de Berlín. Asimismo, una interpretación del tema en directo, de un concierto del 18 de septiembre de 2010 en París, figura en su EP de 2010 Wide Awake in Europe. El 18 de junio de 2011, Bono introdujo extractos de la letra de «Jungleland» en su interpretación de «Moment of Surrender» como tributo a Clarence Clemons, saxofonista de la E Street Band, fallecido el mismo día. La canción también fue una de las elegidas para interpretar en el festival de Glastonbury.

## Legado
«Moment of Surrender» figura en varias listas de las mejores canciones de 2009 o de la década de 2000 en numerosas publicaciones. Esquire la consideró una de «las diez mejores canciones que (probablemente) no escuchaste en 2009». Por otra parte, la revista Rolling Stone la eligió como la mejor canción de 2009 y la 36.º mejor de la década; al respecto, comentó que fue «la balada más devastadora de U2 —o de nadie— desde "One"». En una votación organizada por la misma revista para determinar el mejor tema de la década de 2000, el baterista de Metallica Lars Ulrich colocó «Moment of Surrender» en el primer lugar de su lista. Por otro lado, Rolling Stone también ubicó la canción en el puesto 160 de su lista de Las mejores 500 canciones de todos los tiempos.
Asimismo, «Moment of Surrender» es la décima canción de la banda sonora de la película Linear, dirigida por Anton Corbijn. Su argumento se basa en una historia suya y de Bono, en la que un policía parisiense viaja por Francia y el Mar Mediterráneo para ver a su novia en Trípoli. En esa secuencia, el policía, interpretado por Saïd Taghmaoui, deja un bar y comienza a recorrer las calles de Cádiz de noche, hasta que llega a una playa y se queda dormido en la arena. A la mañana siguiente, cuando despierta, comienza a sonar el siguiente tema, «Cedars of Lebanon».

## Posición en las listas
| País (2009)       | Lista                               | Posición más alta |
| ----------------- | ----------------------------------- | ----------------- |
| Bélgica (Valonia) | Ultratop                            | 35                |
| Estados Unidos    | Adult Album Alternative (Mediabase) | 45                |

## Créditos
- Voz, letra y guitarra – Bono
- Bajo eléctrico – Adam Clayton
- Piano, guitarra, voz y letra – The Edge
- Batería y percusión – Larry Mullen Jr.
- Teclado adicional – Terry Lawless
- Violonchelo – Caroline Dale
- Productores – Brian Eno y Daniel Lanois
- Ingeniero de sonido – Richard Rainey
- Ingeniero asistente – Chris Heaney
- Ingeniero adicional – Declan Gaffney y Carl Glanville
- Mezcla – Daniel Lanois y Declan Gaffney
- Asistente de mezcla – Tom Hough, Dave Clauss y Dave Emery

Fuente: Discogs y Allmusic.